# Orde van Onze-Lieve-Vrouwe van de Berg Karmel

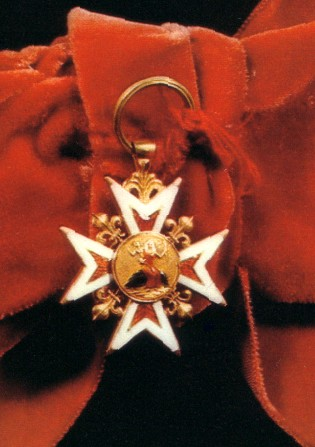

De Orde van Onze Lieve Vrouwe van de Berg Karmel werd in 1606 door Hendrik IV gesticht en in 1607 door paus Paulus V erkend.
Deze ridderorde had als doel in de "hogere standen" het katholieke geloof en de verering van de Maagd Maria te bevorderen. De ridders mochten getrouwd zijn en ontvingen een inkomen uit de goederen van de Orde.
De grootmeester kreeg 1800 dukaten en een ridder 500 dukaten jaarlijks.
Om de Orde van een groter inkomen te voorzien verenigde de stichter haar op 12 april 1608 met de op dat moment al meer dan 500 jaar oude Orde van Sint-Lazarus die over grote landgoederen in Frankrijk beschikte. Zie meer onder: Verenigde Orden van Onze Lieve Vrouwe van de Berg Karmel en Sint Lazarus
Hoewel paus Clemens IX in 1668 de vereniging van de twee orden had goedgekeurd werd de samenvoeging in 1693 ongedaan gemaakt. De Orde kreeg weer eigen insignes en kleding en kende ridders, geestelijke ridders of kapelaans, broeders en novicen. In de loop der jaren werd de orde die in 1698, 1722, 1767 en 1770 hervormd en ging in de Franse Revolutie ten onder. 
De Orde van Onze Lieve Vrouwe van de Berg Karmel speelt een merkwaardige rol bij het staven van de aanspraken op titel "Ridderorde" van de huidige Orde van Sint-Lazarus. De oprichters van deze omstreden orde beweerden in 1910 dat alleen de Orde van Onze Lieve Vrouwe van de Berg Karmel in 1830 zou zijn opgeheven. Anderen bestrijden deze lezing.
Ackermann vermeldt deze ridderorde als een historische orde van Frankrijk.